# Bitwa na przełęczy Tirad
Bitwa na przełęczy Tirad – starcie zbrojne, które miało miejsce w 1899 w trakcie wojny filipińsko-amerykańskiej.
Po zwycięskiej rewolucji antyhiszpańskiej w latach 1896–1898 kongres narodowy Filipin proklamował niepodległą Republikę Filipińską. W roku 1898 swoje wojska na archipelag wysłały Stany Zjednoczone. Doszło do walk, w wyniku których armia republikańska zmuszona została do wycofania się na północ kraju. Amerykanie podjęli pościg, atakując pozycje Filipińczyków w rejonie wąwozu Bessang prowadzącego do przełęczy Tirad w górach Sierra Madre. Atak amerykański do którego doszło dnia 2 grudnia 1899 r. został odparty. Dopiero po przekupieniu miejscowego chłopa, który poprowadził Amerykanów na tyły obrońców, udało się im w końcu pokonać republikanów. Poległ dowodzący republikanami młody generał Gregorio del Pilar (zwany generałem chłopcem) oraz większość jego liczącego zaledwie 60 żołnierzy oddziału. Pozostałe oddziały filipińskie, wykorzystując bohaterską obronę wąwozu wycofały się w góry, podejmując walkę partyzancką. 